# گونار گرن
گونار گرن(به انگلیسی: Gunnar Gren) (زادهٔ ۳۱ اکتبر ۱۹۲۰ در یوتبری، درگذشتهٔ ۱۰ نوامبر ۱۹۹۱ در یوتبری)، مهاجم اسبق سوئدی و یکی از اضلاع مثلث سوئدی میلان ایتالیاست. او به همراه تیم ملی کشورش به مدال طلای فوتبال المپیک لندن دست یافت. ۱۰ سال بعد در جام جهانی حاضر شد و نائب قهرمانی جهان را در خاک کشورش تجربه کرد.

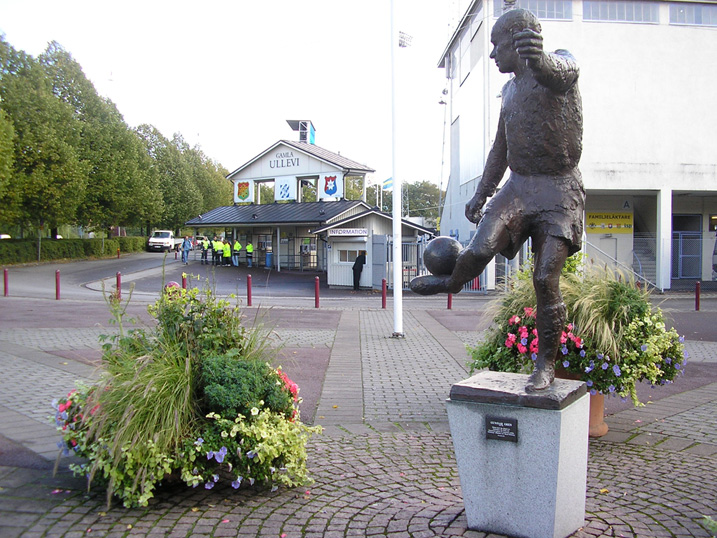
مجسمه گونار گرن در شهر یوتبری